# 福島県消防防災航空隊
福島県消防防災航空隊（ふくしまけんしょうぼうぼうさいこうくうたい）は福島県の消防防災ヘリコプターを運用している組織である。

## 概要
運航体制
運航基地：福島空港内にある消防防災航空センター（福島県石川郡玉川村大字北須釜字懸金沢97-8）
運航時間：
運航委託：中日本航空
構成人数：福島県内消防本部の救助隊員9名、中日本航空（操縦士2名、運行管理1名、整備士3名）

## 沿革
- 1998年2月　  ：消防防災ヘリコプター「ふくしま」導入
- 1998年4月1日：運航開始
- 2008年6月：岩手・宮城内陸地震の緊急消防援助隊として出場する。
- 2011年3月11日：東日本大震災に出場する。
- 2019年5月：2代目消防防災ヘリコプター(AW139・JA07AR)が納入される。
- 2019年12月1日：2代目消防防災ヘリコプター(AW139・JA07AR)運航開始。

## 主な活動
救急活動
- 山間、豪雪地域等陸上交通の不便な地域からの緊急患者の救急搬送
- 傷病者発生地への医師の搬送及び医療機材等の搬送
- 高度医療機関への傷病者の転院搬送
- 災害又は事故等により陸上交通に支障が生じた場合における傷病者等の救助

救助活動
- 水難救助や山岳救助等の捜索・救助活動
- 中高層建築物火災における救助
- 災害又は事故等により陸上交通に支障が生じた場合における被災者等の搬送
- その他行方不明者等の捜索・救助

災害応急対策活動
- 地震・津波、台風、豪雨及び豪雪等の災害の状況把握並びに応急対策指揮
- 孤立した被災地等への緊急物資、医薬品等の輸送及び応援要員、医師等の搬送
- 石油コンビナート、高速道路等での大規模災害事故等の状況把握及び応急対策指揮
- 各種災害等における住民への避難誘導及び警報等の伝達

火災防御活動
- 林野火災等における空中消火活動
- 大規模火災における情報収集、伝達及び住民への避難誘導等の広報と作戦指揮
- 交通遠隔地等への消火資機材及び消火要員等の輸送

広域航空消防防災応援活動
- 近隣県都市等との相互応援活動
- 緊急消防援助隊

災害予防対策活動
- 災害危険箇所等の調査
- 住民への災害予防の広報

各種防災訓練等への参加
- 県、市町村又は消防本部主催の防災訓練
- 広域航空消防応援に係る訓練
- その他運航責任者が必要と認める訓練

## ヘリコプター諸元
名称　　　　：ふくしま
型式　　　　：アグスタウエストランドAW139型（イタリア製）
登録番号　　：JA07AR
定員　　　　：14席
全長　　　　：16.6m
最大全備重量：6,440kg（離陸時の最大重量）
最高巡航速度：306km/h
航続距離　　：798km
エンジン　　：3358馬力
主な装備品　：消火用ドロップタンク（容量約1,800L）救助用ホイスト（ケーブル長90m）、大型機外拡声機、高輝度サーチライト、救急医療用ベッド（患者監視モニター等を搭載）など